# Nertjinsk

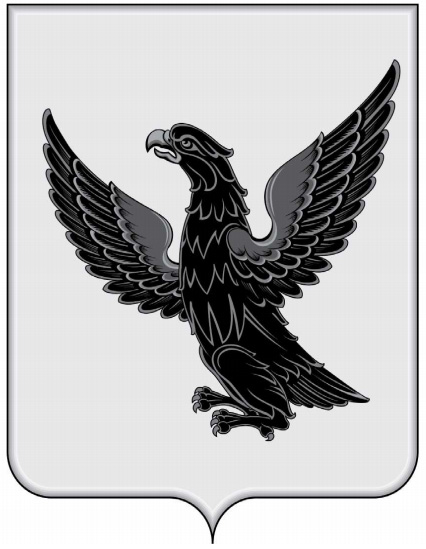
Nertjinsks stadsvapen.

Nertjinsk, (ryska Не́рчинск, manchuiska: Nibcu hoton, kinesiska: 尼布楚 - Níbùchǔ) är en stad i Zabajkalskij kraj i Ryssland, 305 kilometer öster om Tjita och 644 kilometer öster om Bajkalsjön. Staden är belägen vid Nertjafloden, sju kilometer innan floden flyter samman med Sjilkafloden, som har sitt utlopp i Amur. Befolkningen uppgick till 14 746 invånare i början av 2015.
Fästningen Nertjinsk byggdes år 1654, och staden med samma namn grundlades fyra år senare av Afanasy Pasjkov. År 1689 undertecknades Fördraget i Nertjinsk mellan Ryssland och Kina, vilket hejdade den ryska expansionen i Amurområdet i tvåhundra år.
Nertjinsk var länge en känd förvisningsort. Staden är via en bibana förbunden med Transsibiriska järnvägen. Nertjinsk var tidigare känd för sin trävaru-, läder- och glasindustri, området är rikt på guld-, silver-, kvicksilver- och blygruvor.